# Kostelec (Zlín)

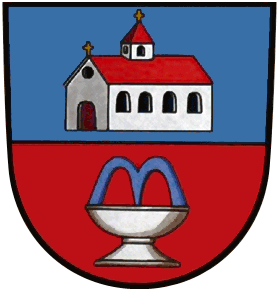
Neoficiální znak

Kostelec (do roku 1948 Kostelec u Štípy a poté Kostelec u Zlína) je vesnice a část statutárního města Zlín ve stejnojmenném okrese ve Zlínském kraji. Leží na severním okraji Vizovické vrchoviny, přibližně pět kilometrů severovýchodně od Zlína. 
Kostelec má statut lázeňského místa, léčí se zde především kožní onemocnění a poruchy pohybového ústrojí.

## Název
Název Kostelec nese údajně podle kostela, který tu kdysi stával.

## Historie
První písemná zmínka o obci pochází z roku 1399. V roce 1742 zde byl objeven sirný pramen. Díky tomu zde došlo k rozvoji lázeňství.

## Přírodní poměry
Obec leží podél potoka zvaného Strhanec (dnes teče už jen v potrubí), který se vlévá do Štípského potoka. Po severním okraji katastru teče Lukovský potok, na severním okraji se nachází vodní nádrž Fryšták. Většina katastrálního území Kostelce je zalesněná, nadmořská výška katastru se pohybuje v rozmezí od 221 m n. m. do 373 m n. m. Ves se nachází na území Valašska.

## Obyvatelstvo
| Rok            | 1869 | 1880 | 1890 | 1900 | 1910  | 1921  | 1930  | 1950  | 1961  | 1970  | 1980  | 1991  | 2001  | 2011  | 2021  |
| -------------- | ---- | ---- | ---- | ---- | ----- | ----- | ----- | ----- | ----- | ----- | ----- | ----- | ----- | ----- | ----- |
| Počet obyvatel | 847  | 790  | 858  | 972  | 1 003 | 1 007 | 1 176 | 1 167 | 1 241 | 1 279 | 1 480 | 1 470 | 1 563 | 1 988 | 1 909 |
| Počet domů     | 125  | 135  | 145  | 152  | 159   | 165   | 215   | 244   | 539   | 292   | 370   | 435   | 490   | 633   | 670   |

## Obecní správa
Při sčítání lidu v letech 1869–1950 Kostelec byl samostatnou obcí, se kterým patřil nejprve do okresu Holešov, ale v roce 1950 v okrese Gottwaldov-okolí. V letech 1961–1976 byly částí obce Kostelec-Štípa v okrese Gottwaldov. Od 15. července 1976 je částí statutárního města Zlín (tehdy Gottwaldov) v okrese Gottwaldov, ale od 1. ledna 1990 ve stejnojmenném okrese. V září 2009 proběhlo (s negativním výsledkem) místní referendum o odtržení od Zlína.

## Spolky působící v Kostelci
- Sbor dobrovolných hasičů

## Pamětihodnosti
- Socha svatého Jana Nepomuckého
- Socha svaté Alžběty Durynské
- Socha Anděla Strážce
- Socha svatého Antonína Paduánského
- Pomník Tomáše G. Masaryka a obětem světových válek
- Přehrada Fryšták

Jižně od obce, na Vršku u lázní, stála kaple svaté Anny, ke které vedla křížová cesta. Obě stavby zanikly ve druhé polovině 20. století.